# 3127 Bagration
3127 Bagration eller 1973 ST4 är en asteroid i huvudbältet som upptäcktes den 27 september 1973 av den ryska astronomen Ljudmila Tjernych vid Krims astrofysiska observatorium på Krim. Den har fått sitt namn efter Pjotr Bagration.
Asteroiden har en diameter på ungefär 8 kilometer.